# Emancipazione
L'emancipazione, nel senso più esteso del termine, si riferisce a tutte quelle azioni che permettono a una persona o a un gruppo di persone di accedere ad uno stato di autonomia attraverso la cessazione della dipendenza (dell'assoggettamento) da una qualche autorità o podestà.
Può assumere vari significati a seconda del contesto in cui la si pone:
- Nello schiavismo:
  - L'abolizionismo, un movimento politico che ha messo fine allo schiavismo e al commercio di schiavi nel mondo.
  - La liberazione degli schiavi da parte dei padroni. Nell'antica Roma detta manomissione
- Nella storia:
  - L'emancipazione cattolica, l'incremento dei diritti ai cattolici nel Regno Unito ed in Irlanda.
  - L'emancipazione ebraica, nella quale venivano riconosciuti uguali diritti alla minoranza ebraica in Francia nel 1791 e nel XIX secolo nel resto dell'Europa.
  - L'emancipazione russa del 1861, la liberazione dei contadini russi ad opera dello zar Alessandro II dalla condizione di servi della gleba.
  - La proclamazione d'emancipazione, la dichiarazione del presidente statunitense Abraham Lincoln che annuncia la liberazione di tutti gli schiavi nel territorio confederato.
- Nella politica:
  - L'emancipazione delle donne tramite il movimento femminista.
  - L'emancipazione degli omosessuali
- Nel diritto di famiglia:
  - L'emancipazione di minore, nella quale un minorenne viene riconosciuto dallo stato un adulto, generalmente dopo la dichiarazione di un tribunale.